# ارل بلامی
ارل بلامی (انگلیسی: Earl Bellamy؛ ۱۱ مارس ۱۹۱۷ – ۳۰ نوامبر ۲۰۰۳) یک کارگردان، و تهیه‌کننده اهل ایالات متحده آمریکا بود.